# Ausflugsgaststätte „Weidmannsheil“

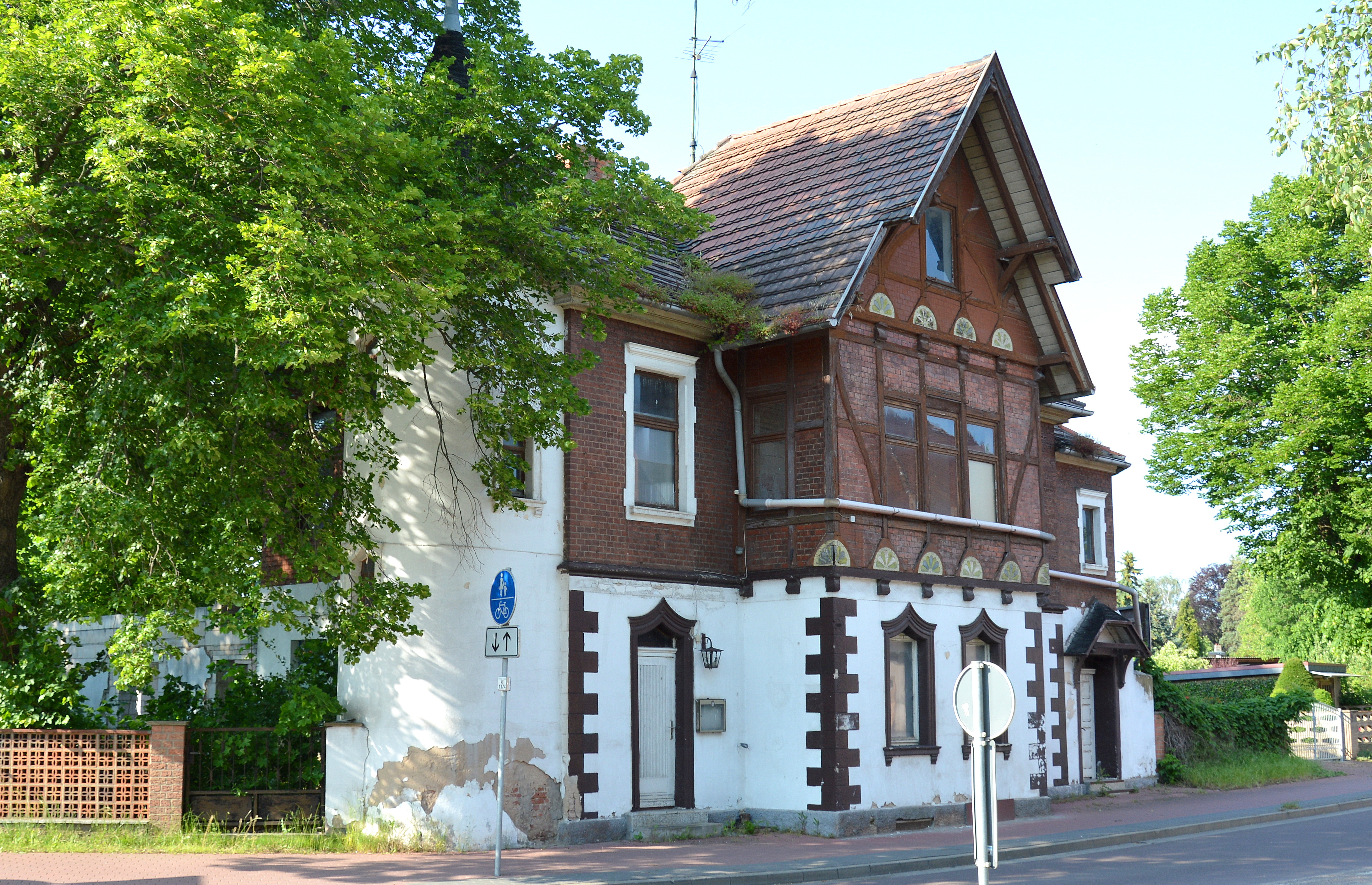
Ausflugsgaststätte „Weidmannsheil“

Die Ausflugsgaststätte „Weidmannsheil“ ist ein denkmalgeschütztes Gasthaus in Bernburg in Sachsen-Anhalt.

## Lage
Es befindet sich am östlichen Ende der Aderstedter Straße auf deren Nordseite an der Adresse Aderstedter Straße 2, gegenüber dem Parforcehaus unmittelbar an der Einmündung der von Aderstedt und Ilberstedt auf die Krumbholzallee einmündenden Landstraße.

## Architektur und Geschichte
Das auch als Gasthaus Rosengarten bekannte zweigeschossige Gebäude wurde in der Zeit um 1890 in massiver Bauweise aus Ziegeln errichtet. Am oberen Stockwerk ist ein Zierfachwerk in historisierenden Formen eingearbeitet. Zur Straße hin besteht ein das Erscheinungsbild des Hauses prägender Risalit mit drei Achsen. Das Satteldach des Risaliten kragt weit vor. An der südlichen Seite des Hauses befindet sich unmittelbar an der Straße ein Rundturm.
Derzeit (Stand 2017) ist das Gebäude nicht gastronomisch genutzt.
Im Denkmalverzeichnis für die Stadt Bernburg ist das Gasthaus unter der Erfassungsnummer 094 97925 als Baudenkmal eingetragen.